# Sidney Kingsley
Sidney Kingsley (właśc. Sidney Kirshner, ur.  22 października 1906 w Nowym Jorku, zm. 20 marca 1995) – dramaturg amerykański, laureat Nagrody Pulitzera.
Studiował na Cornell University. Nagrodę Pulitzera w dziedzinie dramatu otrzymał za dramat Men in White z 1933, poruszający etyczne problemy medycyny, w tym aborcję. Wydał też dramat Dead End. (1935). Po wojnie był prześladowany za rzekomą działalność antyamerykańską. Znalazł się na czarnej liście Hollywood. Opublikował wtedy sztukę Darkness at Noon (1951), będącą adaptacją powieści Arthura Koestlera i dramat Night Life (1962).